# Serres-Morlaàs
Serres-Morlaàs is een gemeente in het Franse departement Pyrénées-Atlantiques (regio Nouvelle-Aquitaine) en telt 639 inwoners (1999). De plaats maakt deel uit van het arrondissement Pau.

## Geografie
De oppervlakte van Serres-Morlaàs bedraagt 4,2 km², de bevolkingsdichtheid is 152,1 inwoners per km².
De onderstaande kaart toont de ligging van Serres-Morlaàs met de belangrijkste infrastructuur en aangrenzende gemeenten.

## Demografie
Onderstaande figuur toont het verloop van het inwonertal (bron: INSEE-tellingen).